# Efferia halterata
Efferia halterata este o specie de muște din genul Efferia, familia Asilidae, descrisă de Günther Enderlein în anul 1914.
Este endemică în Columbia. Conform Catalogue of Life specia Efferia halterata nu are subspecii cunoscute.